# Stefan Bell
Stefan Bell (Andernach, 1991. augusztus 24. –) német labdarúgó, aki 2010-től az Mainz 05 hátvédje

## Klubcsapatban
Juniorként a JSG Wehr/Rieden/Volkesfeld, a TuS Mayen és az 1. FSV Mainz 05 csapataiban játszott. Utóbbi második csapatában 2013-ig 27 meccsen 4 gólt szerzett. 2010 és 2011 közt a TSV 1860 München csapatában szerepelt kölcsönben. 2011-ben ismét kölcsönbe került, ezúttal az Eintracht Frankfurtba. A Mainz nagycsapatában 2010-ben mutatkozott be.

## Válogatottban
Játszott a német U19-es, U20-as és U21-es válogatottban. Összesen 13 meccsen egy gólt sem szerzett.

## Sikerei, díjai
2010-ben elnyerte a Fritz Walter-medál Ezüst fokozatát.